# Gösta Wesslén
Gösta Wesslén, född 9 juni 1880 på Lövsta bruk i Österlövsta socken, död 31 januari 1949 i Stockholm, var en svensk jägmästare.
Gösta Wesslén var son till handelsföreståndaren Gustaf Ferdinand Wesslén och Pauline Mathilde Lindqvist. Han blev elev vid Skogsinstitutet 1904 och avlade forstmästarexamen 1905. Efter att ha tjänstgjort som skogsförvaltare vid Nordmalings Ångsågs AB i Västerbottens län var han i Värmland verksam 1907–1919 som föreståndare för Värmlands och Örebro läns skogvaktarskola i Gammelkroppa samt för Jernkontorets kolarskola där, från 1919 som inspektor för dessa skolor och från 1928 som ordförande i deras styrelse, samt 1907–1922 dessutom som skogsförvaltare vid Storfors bruksaktiebolag, Persbergs gruvaktiebolag och Uddeholms AB. 1922 blev Wesslén skogschef vid Uddeholms AB från vilken tjänst han avgick 1945. Under sin tjänst vid Uddeholm gjorde han en uppmärksammad insats. Han införde moderna rationella principer inom skogsnäringen och tog fram nya förbättrade trädplantor för skogsplantering vid bolagets egen plantskola. De första systematiska skogsarbetesstudierna i Sverige skedde på hans initiativ i Värmland. Efter sin avgång tillägnades han av bolaget festskriften En värmländsk skogskarl (1946, redigerad av S. G. Ekman och M. Åslund). Bland de många uppdrag han innehade märks, att han var ordförande i Värmlands och västra Bergslagens skogsarbetsgivarförening 1932–1945, vice ordförande i Fryksdalens flottningsförening 1933–1945, ordförande i Värmlands läns jaktvårdsförening 1939–1945 och i Svenska forstmästareförbundet 1934–1939. Hans egen produktion behandlade främst skogs- och jaktfrågor. De viktigaste arbetena var Om virkesmätning (1911), Värmlands skogsbruk fordom och nu (1929) samt skrifter rörande träkolning med mera och skogsteknologi.